# Franciszek Piper
Franciszek Piper (* 1941) ist ein polnischer Historiker.

## Leben
Piper studierte an der Jagiellonen-Universität in Krakau und wurde dort 1979 promoviert. Bereits 1965 wurde er Mitarbeiter der historischen Forschungsabteilung des Staatlichen Museums Auschwitz-Birkenau in Oświęcim, später dessen Leiter.
In den Jahren 1965 bis 1979 unternahm Piper umfassende Studien zur Nutzung der Arbeitskräfte in den Konzentrationslagern Auschwitz. Von 1980 bis 1995 folgten Studien zur Bestimmung der Opferzahlen der Konzentrationslager Auschwitz hinsichtlich der Herkunftsländer und Todesarten. Dabei knüpfte er an die wissenschaftlichen Arbeiten des ehemaligen Auschwitz-Häftlings Georges Wellers (1905–1991) an. Seit 2008 arbeitete Piper schwerpunktmäßig an der Aufbereitung der Daten aus den Sterbebüchern und Transportlisten, an diversen Gesamtdarstellungen und Teilstudien. Sein Buch Die Zahl der Opfer von Auschwitz, in dem er auf eine Zahl von etwa 1,1 Millionen kommt, gilt unter Historikern als Standardwerk zu diesem Thema; frühere Schätzungen haben seitdem in Fachkreisen kaum noch Bedeutung.

## Schriften
- Buch der Erinnerung, Polentransporte aus Warschau ins KZ Auschwitz 1940–1944. Die Lagergemeinschaft Auschwitz, 2000
- Wacław Długoborski, Franciszek Piper (Hrsg.): Auschwitz 1941–1945. Studien zur Geschichte des Konzentrations- und Vernichtungslagers Auschwitz. (Bd. 1 bis 3) Aus dem Polnischen von Jochen August. Oswiecim, Verlag des Staatlichen Museums Auschwitz-Birkenau, 1999 (Vertrieb in Deutschland: Metropol Verlag) – Rezension: Werner Renz, Fritz Bauer Institut
- Die Zahl der Opfer von Auschwitz aufgrund der Quellen und der Erträge der Forschung 1945–1990, Oświęcim, 1993.
- Inmitten des grauenvollen Verbrechens. Handschriften von Mitgliedern des Sonderkommandos, Oświęcim, 1996 (Poln. Original Wśród koszmarnej zbrodni. Notatki więźniów Sonderkommando”, Oświęcim 1975)